# الاستفتاء المغربي 1972
نشر بتاريخ 17 فبراير 1972 بالجريدة الرسمية للمملكة المغربية مشروع الدستور الذي دعي إليه الشعب المغربي للاستفتاء عليه بتاريخ الأربعاء 1 مارس 1972.
بعد فشل انقلاب الصخيرات 1971 دخل القصر في مفاوضات مع الكتلة الوطنية، للإتفاق على إصلاحات سياسية ودستورية، وتشكيل حكومة وحدة وطنية، وبينما كان الطرفان على وشك الوصول إلى إتفاق حول كيفية تداول الحكم، وطبيعة الدستور، انفرد الملك مرة أخرى بعرض مشروع دستور على الاستفتاء في فاتح مارس 1972، فدعت الكتلة إلى مقاطعته، احتجاجا على عدم الأخذ برأيها في التعديل الدستوري الجديد.
وأهم تعديل جاء به دستور 1972 تمثل في:
- تخفيض مدة انتخاب أعضاء مجلس النواب إلى أربع سنوات بدلا من ست التي جاء بها دستور 1970، مع رفع نسبة المنتخبين منهم بالاقتراع العام المباشر إلى الثلثين، وتخصيص الثلث الباقي لنواب هيئة ناخبة تتألف من أعضاء المجالس الحضرية والقروية وأعضاء الغرف المهنية وممثلي المأجورين.

- كما حدد الفصل 65 من التعديل الجديد اختصاصات المجلس الوزاري الذي يرأسه الملك في المسائل الآتية: القضايا التي تهم السياسة العامة للدولة، الإعلان عن حالة الحصار، إشهار الحرب، طلب الثقة من مجلس النواب قصد مواصلة الحكومة تحمل مسؤوليتها، مشاريع القوانين قبل إيداعها بمكتب مجلس النواب، المراسيم التنظيمية، مشروع المخطط ومشروع تعديل الدستور.

- ومن نتائج الاستفتاء أمر الملك بحل مجلس النواب المنبثق عن دستور 1970، وكلف التكنوقراطي كريم العمراني بتشكيل حكومة جديدة في 3 أبريل 1972، ودعى الكتلة إلى المشاركة فيها، لكنها رفضت، فأعلن الملك في خطاب له بتاريخ 30 أبريل 1972 عن تأجيل الانتخابات المنبثقة عن الدستور الجديد إلى تاريخ غير محدد، وربط إمكانية إجراءها بتوفر جملة من الشروط السياسية والاقتصادية والاجتماعية، وهو ما نجح فيه النظام بامتياز مع بداية 1974، حيث بدأ بتعبئة الجميع خلفه حول معركة استرجاع الصحراء الغربية من المستعمر الإسباني، واسترجاع الوحدة الترابية للمغرب.

## نتائج الإستفتاء
اعلنت الغرفة الدستورية بالمجلس الاعلى بتاريخ 10 مارس 1972 رسميا ان النتيجة العامة للاستفتاء حول مشروع الدستور هي ان الشعب المغربي تبنى المشروع الدستوري بنسبة 98.76% من اجمالي الاصوات المعبر عنها و هي كالتالي.